# Дірфілд-Біч
Дірфілд-Біч (англ. Deerfield Beach - «Пляж поля лані») — місто (англ. city) в США, в окрузі Бровард на південному сході штату Флорида, на узбережжі Атлантичного океану. Населення — 86 859 осіб (2020). Місто входить до агломерації Форт-Лодердейл-Помпано-Біч-Дірфілд-Біч з населенням 1 766 476 осіб (2009 рік), що є підагломерацією Маямі-Форт-Лодердейл-Помпано-Біч з загальним населенням 5 547051 особа (2009 рік).
Спочатку містечко називалося Гилсборо на річці Гилсборо. 1898 року перейменоване у Дірфілд. Приблизно у 1940-их роках місто перейменоване на Дріфілд-Біч.

## Географія
Дірфілд-Біч розташований за координатами 26°18′42″ пн. ш. 80°7′32″ зх. д. / 26.31167° пн. ш. 80.12556° зх. д. (26.311713, -80.125422).  За даними Бюро перепису населення США в 2010 році місто мало площу 42,07 км², з яких 39,08 км² — суходіл та 3,00 км² — водойми.

### Клімат
| Клімат : Дірфілд-Біч    | Клімат : Дірфілд-Біч | Клімат : Дірфілд-Біч | Клімат : Дірфілд-Біч | Клімат : Дірфілд-Біч | Клімат : Дірфілд-Біч | Клімат : Дірфілд-Біч | Клімат : Дірфілд-Біч | Клімат : Дірфілд-Біч | Клімат : Дірфілд-Біч | Клімат : Дірфілд-Біч | Клімат : Дірфілд-Біч | Клімат : Дірфілд-Біч | Клімат : Дірфілд-Біч |
| Показник                | Січ.                 | Лют.                 | Бер.                 | Квіт.                | Трав.                | Черв.                | Лип.                 | Серп.                | Вер.                 | Жовт.                | Лист.                | Груд.                | Рік                  |
| Абсолютний максимум, °C | 32,2                 | 32,2                 | 33,3                 | 37,8                 | 37,2                 | 37,8                 | 38,3                 | 37,2                 | 37,2                 | 36,1                 | 35,6                 | 31,7                 | 38,3                 |
| Середній максимум, °C   | 24,4                 | 25,0                 | 26,7                 | 28,3                 | 30,6                 | 32,2                 | 33,3                 | 33,3                 | 32,8                 | 30,6                 | 27,8                 | 25,6                 | 29,2                 |
| Середній мінімум, °C    | 14,4                 | 14,4                 | 16,7                 | 18,9                 | 21,7                 | 23,3                 | 23,9                 | 23,9                 | 23,3                 | 21,7                 | 18,9                 | 16,1                 | 19,8                 |
| Абсолютний мінімум, °C  | −3,9                 | −6,1                 | 0,0                  | 4,4                  | 10,0                 | 4,4                  | 11,7                 | 15,0                 | 13,9                 | 6,7                  | 1,7                  | −2,2                 | −6,1                 |
| Норма опадів, мм        | 71                   | 72                   | 76                   | 86                   | 146                  | 186                  | 151                  | 176                  | 178                  | 146                  | 108                  | 62                   | 1457                 |
| ----------------------- | -------------------- | -------------------- | -------------------- | -------------------- | -------------------- | -------------------- | -------------------- | -------------------- | -------------------- | -------------------- | -------------------- | -------------------- | -------------------- |
| Джерело: Weather.com    |                      |                      |                      |                      |                      |                      |                      |                      |                      |                      |                      |                      |                      |

## Демографія
Згідно з переписом 2010 року, у місті мешкало 75 018 осіб у 33 370 домогосподарствах у складі 17 920 родин. Густота населення становила 1783 особи/км².  Було 42671 помешкання (1014/км²).
Расовий склад населення:
| - 65,8 % — білих - 25,6 % — чорних або афроамериканців - 1,5 % — азіатів - 0,2 % — корінних американців - 4,1 % — осіб інших рас |

До двох чи більше рас належало 2,7 %. Частка іспаномовних становила 14,2 % від усіх жителів.
За віковим діапазоном населення розподілялося таким чином: 18,0 % — особи молодші 18 років, 60,5 % — особи у віці 18—64 років, 21,5 % — особи у віці 65 років та старші. Медіана віку мешканця становила 43,3 року. На 100 осіб жіночої статі у місті припадало 93,4 чоловіків;  на 100 жінок у віці від 18 років та старших — 91,1 чоловіків також старших 18 років.
Середній дохід на одне домашнє господарство  становив 53 325 доларів США (медіана — 40 626), а середній дохід на одну сім'ю — 61 184 долари (медіана — 48 555). Медіана доходів становила 38 597 доларів для чоловіків та 35 119 доларів для жінок. За межею бідності перебувало 17,7 % осіб, у тому числі 26,2 % дітей у віці до 18 років та 15,0 % осіб у віці 65 років та старших.
Цивільне працевлаштоване населення становило 35 971 особа. Основні галузі зайнятості: освіта, охорона здоров'я та соціальна допомога — 16,8 %, роздрібна торгівля — 15,0 %, мистецтво, розваги та відпочинок — 15,0 %.

## Галерея

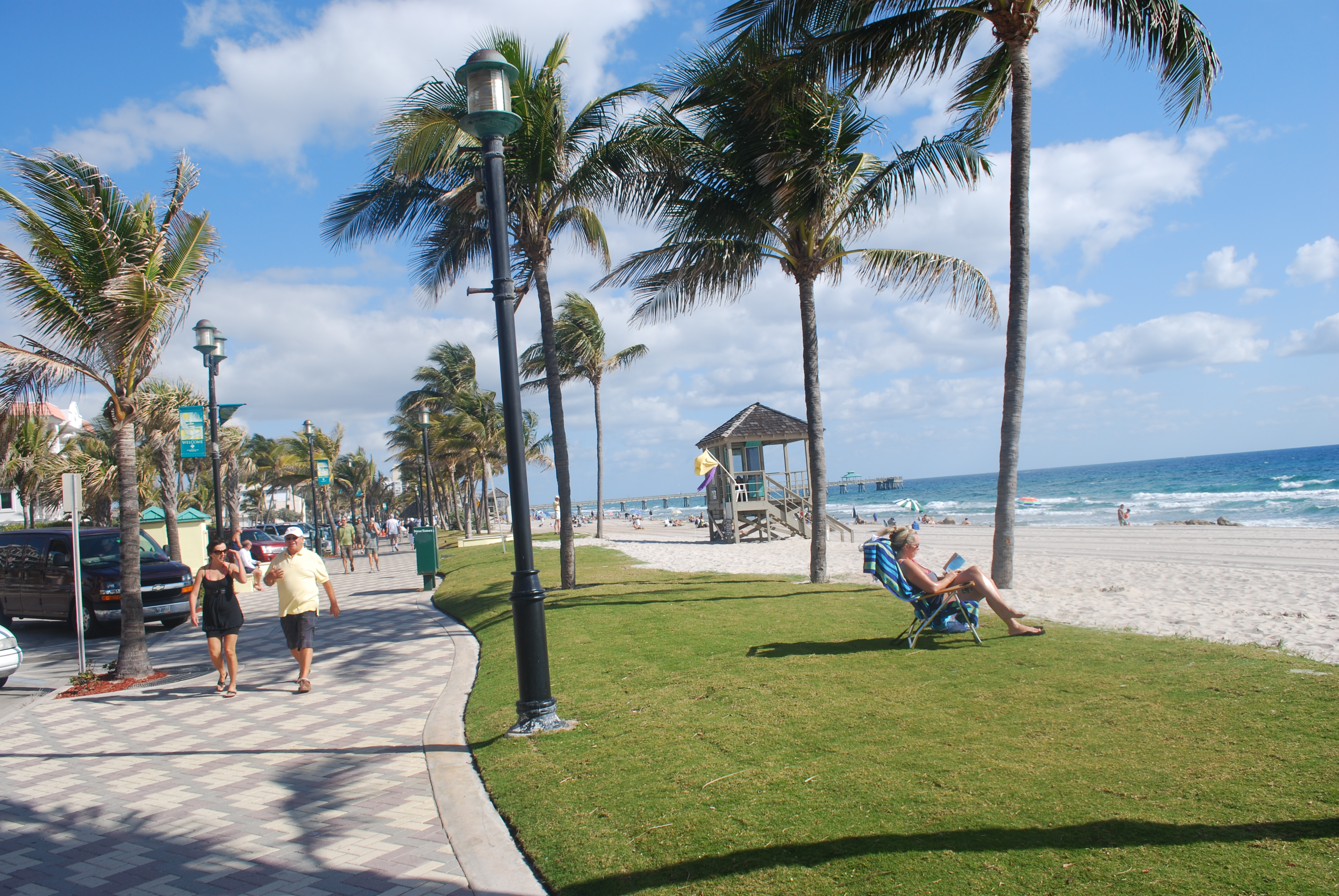
Набережна й пляж
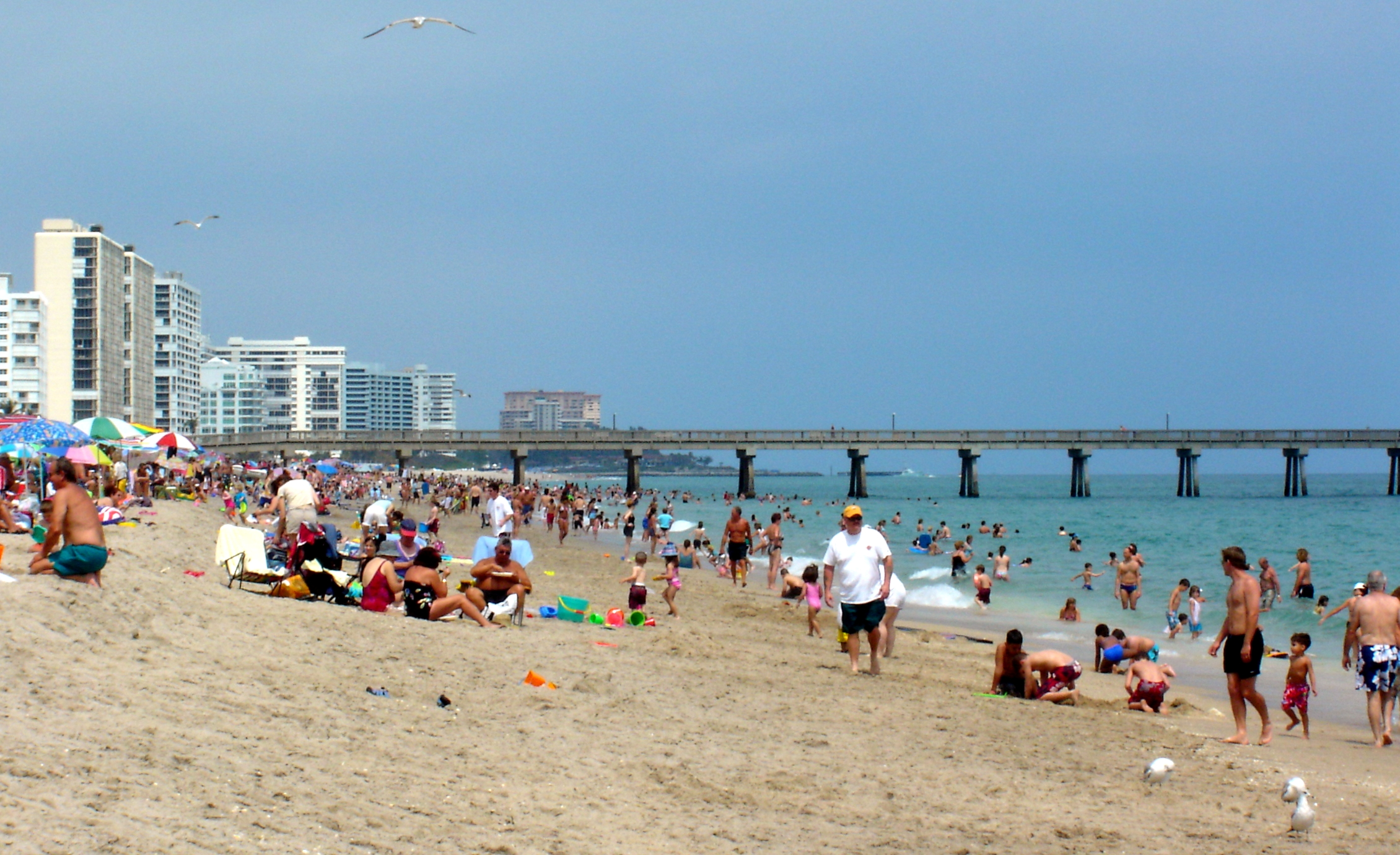
Пляж й центр Дірфілд-Біч на задньому плані
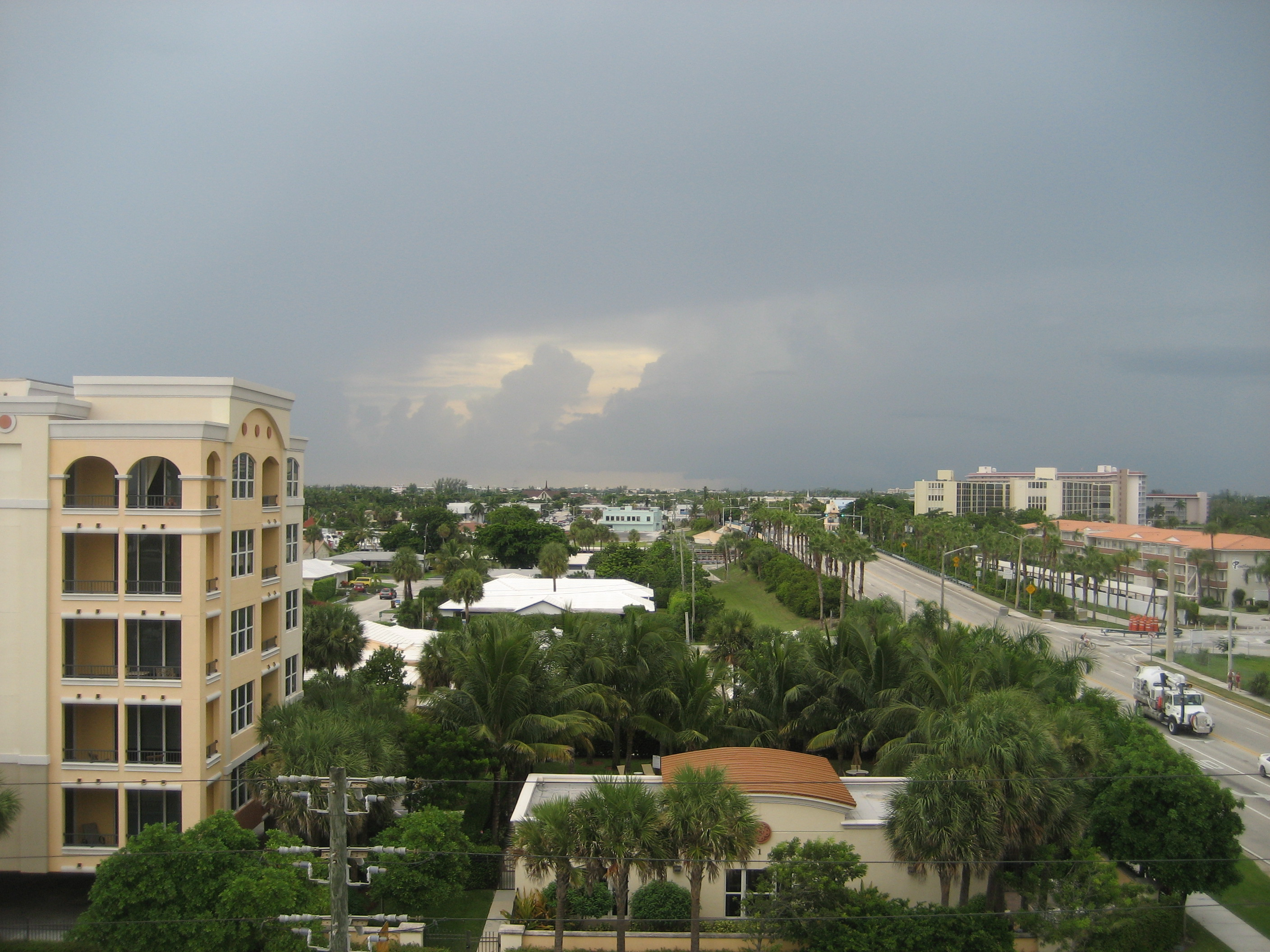
Углуб міста